# Myxobolus cheni
Myxobolus cheni is een microscopische parasiet uit de familie Myxobolidae. Myxobolus cheni werd in 1962 beschreven door Shulman. 